# 4-甲氧基苯丙炔酸
4-甲氧基苯丙炔酸是一种有机化合物，化学式为C10H8O3。它可由4-乙炔基苯甲醚和二氧化碳在碳酸铯存在下、氟硼酸银催化下于二甲基亚砜中反应，反应结束后调节pH得到。它和氯化亚砜反应，可以得到4-甲氧基苯丙炔酰氯。在氧化银、乙酸钯催化下，它和三苯基铋发生脱羧偶合反应，可以得到4-甲氧基二苯乙炔。